# Kreisarchiv Freudenstadt
Das Kreisarchiv Freudenstadt ist eines der 35 Kreisarchive in Baden-Württemberg und zuständig für den Landkreis Freudenstadt. Als kommunale Institution ist das Archiv für das Sichern, Bewahren und zugänglich-Machen des analogen und digitalen Schriftguts des Landratsamtes Freudenstadt verantwortlich.

## Geschichte
Das Archiv besteht seit 1973 und befindet sich in Freudenstadt, im Nordschwarzwald. Der Schwerpunkt des Archivs sind Akten und Amtsbücher des Landratsamts bzw. des Oberamts Freudenstadt aus dem 18.,19. und vor allem aus dem 20. Jahrhundert.
Während des Zweiten Weltkriegs wurde der Bestand in einen nahegelegenen Stollen ausgelagert, wodurch die Akten die Zerstörung der Stadt weitgehend unversehrt überstanden.

## Aufgaben und Funktionen
Zu den Aufgaben des Kreisarchivs zählen unter anderem die Bewahrung der Bestände und Sammlungen, historische Bildungsarbeit, das Veranstalten von Ausstellungen, die Gemeindearchivpflege und die Veröffentlichung des Jahrbuchs des Landkreises. Außerdem können Heimat- und Familienforscher bei ihrer Recherche von den Archivaren des Kreisarchivs unterstützt werden.
Im Rahmen der Gemeindearchivpflege betreut das Kreisarchiv über 70 nicht hauptamtlich besetzte Archive des Landkreises und unterstützt die Gemeindeverwaltungen durch archivbezogene Expertise bei der digitalen Langzeitarchivierung.
Ein Schwerpunkt liegt in der historischen Bildungsarbeit. Ausstellungen, Führungen, Öffentlichkeitsarbeit und Veröffentlichungen sollen das Verständnis und das Interesse für die Lokalgeschichte wecken. In diesem Zuge wurde das Heimatmuseum im Freudenstädter Stadthaus in Kooperation zwischen dem Kreis- und dem Stadtarchiv zu einem Museum für die Stadt und den Landkreis erweitert. Aus dieser Zusammenarbeit heraus entstehen neue Dauerausstellungen und historische Wechselausstellungen, wie beispielsweise die Ausstellung „Ausgewählte Schätze aus 80 Archiven“ (2023–2024), die Dokumente der über 70 Stadt-, Gemeinde- und Ortsarchive des Landkreises zeigt.

## Bestand und Nutzung
Das Kreisarchiv sammelt sowohl historische als auch aktuelle Dokumente des Landkreises. Diese sind unter anderem Teil der folgenden Sondersammlungen: Fotografien, historische Ansichtskarten, Druckschriften, Plakate, lokalgeschichtliche Themen, Firmenbriefköpfe, Autoren und Autorinnen sowie Künstler und Künstlerinnen im Landkreis, Wappen und Siegel, Marksteinzeugen, lokale Tageszeitungen und Zeitschriftenreihen.
Im Jahr 2020 wurden im Kreisarchiv Unterlagen zum Kreisflüchtlingslager Freudenstadt, das von 1946 bis 1960 bestand und sich auf dem Gelände einer ehemaligen Glasfabrik befand, gefunden und aufgearbeitet. Die Unterlagen sind seither dokumentiertes Archivgut im Kreisarchiv Freudenstadt.
Zu den bedeutendsten Beständen des Archivs gehören unter anderem auch Unterlagen zum regionalen baulichen Erbe. Das Kreisarchiv verwahrt in diesem Zusammenhang ein Findbuch mit 714 Bau- und Feuerschauakten des Oberamts Freudenstadt aus der Zeit zwischen 1850 und 1914. Besonders ein Stadtbauplan aus dem Jahr 1867 liefere wertvolle Einblicke in die Stadtentwicklung, so der Sachgebietsleiter des Kreisarchivs. Weiterhin liefern Tuschezeichnungen von Industrieanlagen und öffentlichen Gebäuden Informationen über die Ära der Grand Hotels im Nordschwarzwald. Außerdem im Findbuch enthalten sind Baupläne, die die Entwicklung Freudenstadts zum Kurort darstellen und die Funktionen des Oberamts als Bauaufsichts- und Feuerschaubehörde beschreiben.
Das Archiv beinhaltet eine Archivbibliothek aus rund 3000 Bänden mit landeskundlichen und geschichtlichen Werken. Ebenfalls werden ausgewählte Nachlässe von Privatpersonen und Vereinen aufbewahrt.

## Dienstleistungen
Die Akten des Kreisarchivs können auf Anfrage eingesehen werden. Ein Angebot für  Schüler des Landkreises soll außerdem den Zugang zum Archiv erleichtern und einen Leitfaden für die Recherche im Kreisarchiv bilden.

## Projekte
Die Archivare erstellen monatlich eine Beilage zum Schwarzwälder Boten sowie jährlich das Jahrbuch des Landkreises. Darin werden auf der Grundlage der Bestände des Archivs historische Hintergründe der Region beschrieben und mit aktuellen Geschehnissen verbunden und erweitert.
Das Kreisarchiv Freudenstadt führte im Zeitraum zwischen 1994 und 2020 12 Ausstellungen mit unterschiedlichen thematischen Schwerpunkten durch:
- 1994 – Sommerfrische und Waldcafé
- 1995 – 50 Jahre danach – Zerstörung, Besetzung und Kriegsende in Freudenstadt und Umgebung
- 1998 – Adolf Lazi – die Freudenstädter Jahre eines Meisterfotografen
- 1999 – Von Zeit zu Zeit – fünf Jahrhundertwenden in Freudenstadt
- 2002 – Württemberg, Baden und Hohenzollern im Landkreis Freudenstadt – die Geburt des Südweststaats in historischen Plakaten und Zeitdokumenten
- 2004 – Das Wunder von Freudenstadt – Zerstörung und Wiederaufbau 1945-1954
- 2008 – O schöner, grüner Wald…!?
- 2013 – 40 Jahre Landkreis Freudenstadt
- 2014 – Weltkrieg 1914-1918, Daheim und im Felde – Was die Archive in Stadt und Landkreis Freudenstadt erzählen
- 2017 – Hausmusik
- 2019 – Souvenirs aus dem Christophstal – die Holzkunstwerkstätten Votteler 1920-1978
- 2020 – Geschichte der Elektrizitätsversorgung